# 伊普西蘭蒂特設鎮區 (密歇根州)
伊普西蘭蒂特設鎮區（英語：Ypsilanti Charter Township）是位於美國密歇根州沃什特瑙縣的一個特設鎮區。

## 地方資料
伊普西蘭蒂特設鎮區的面積為82.15平方千米，當中陸地面積為77.52平方千米，而水域面積為4.63平方千米。根據2020年美國人口普查的數據，當地共有人口55670人，而人口密度為每平方千米677.66人。